# La Meuse (Belgique)
Pour les articles homonymes, voir Meuse et La Meuse.
 (juillet 2021).
Si vous disposez d'ouvrages ou d'articles de référence ou si vous connaissez des sites web de qualité traitant du thème abordé ici, merci de compléter l'article en donnant les références utiles à sa vérifiabilité et en les liant à la section « Notes et références ».
La Meuse est un quotidien régional belge en langue française du groupe Sudmedia.

## Historique
Le journal La Meuse est fondé durant la nuit de la Saint-Sylvestre 1856 à Liège par quatre industriels : le banquier Gérard Nagelmackers, Félix Capitaine et les chevaliers Léon et Charles de Thier. Le premier numéro sort d'un petit atelier de la rue du Pot d'Or, le 7 janvier 1856. Épais de quatre pages et tiré à mille exemplaires, il coûtait 20 centimes. Le premier portrait gravé au trait est apparu en 1872 ; la première photo en 1893 ; la première rotative Albert en 1898. En 1910, apparition de la première rubrique sportive. Le journal s'étoffe. 
En 1874, l'imprimerie Léon de Thier quitte ses locaux de la rue Saint Adalbert pour s’installer au rez-de-chaussée de l'hôtel que le chevalier Léon de Thier a acheté boulevard de la Sauvenière, n°8.   
En 1895, les premières linotypes furent montées à l'atelier du  boulevard de la Sauvenière: ce fut le journal La Meuse qui introduisit la première linotype en Belgique.  En 1905, Louis Petit est chef d'atelier et Heuseux, chef clicheur. Le nombre de linotypes croit lentement pour atteindre 9 machines en 1914.   
En 1899, le chevalier Maurice de Thier succède à son père. Sous sa direction, le journal devient bi-quotidien, servi matin et soir, à ses abonnés. C'est l'amorce de la publication en trois éditions: édition blanche, le matin, édition verte, à midi, et édition rose, le soir.   
1905 voit fêter le cinquantenaire du journal dans le cadre de l'exposition internationale de Liège.   
En 1913, une rotative Augsburg est mise en service. Une plieuse y est adjointe. Elle tire seize pages.    
En 1914, une deuxième rotative Augsburg est installée, elle tire aussi seize pages. La rédaction se compose d'Olympe Gilbart, Rizzardi, Joseph Louette, Nello Breteuil et Hector Mossay. Le tirage de La Meuse est alors de 14.000 exemplaires. Alors qu'elle se vendait quinze centimes le numéro, son prix atteint cinq centimes.   
En août 1914, les soldats allemands viennent réquisitionner les presses lithographiques. Jules Jamar et Achille Stevens sont réquisitionnés par les Allemands, baïonnette au canon, pour effectuer le tirage. Cela dura un mois et demi, puis le personnel fut licencié. Léon de Thier fut requis de faire reparaître son journal: "Jamais!" s'écria-t-il.   
À la fin de l'année 1917, une partie du personnel fut appelée en vue de démonter les linotypes américaines et anglaises en vue de leur expédition en Allemagne. Les deux rotatives de marque allemande purent rester en place. En 1918, les linotypes furent réexpédiées à Bruxelles.    
En 1918, le premier quotidien liégeois ressuscité fut La Meuse. Elle fut tirée à 60.000 exemplaires. Maurice de Thier avait changé l'orientation politique de La Meuse, il déclarait: "Je suis libéral, mon journal est neutre..."   
En 1919, deux machines offset viennent enrichir l'imprimerie. Et en 1922, Zahm vient constituer un atelier de photogravure. Il restera huit années au service de La Meuse.
De 1919 à 1926, il n'y a plus d'édition dominicale. Le travail dominical reprendra après les inondations de 1926.   
Dans la nuit du 31 décembre 1925 au 1er janvier 1926, les eaux du fleuve interrompent le tirage, les caves sont inondées. Ses rotatives étant noyées, La Meuse tire ses éditions dans les ateliers de l'Étoile belge à Bruxelles. Ainsi, le lundi 4 janvier 1926, La Meuse sort sa première édition de quatre pages. Le 20 janvier, le tirage reprend dans ses ateliers liégeois.   
En 1928, La Meuse ouvre un bureau à Bruxelles au premier étage du Bragil Bourse.
En 1929, deux presses Leipzig sont réceptionnées. Ce sont les débuts de l'impression hélio. En 1930, deux presses Winkler sont installées.   
Pendant la Seconde Guerre mondiale, La Meuse émigre à Bruxelles, puis à Paris et finalement à Nantes. Une édition clandestine est publiée d'octobre 1941 à août 1944. À la Libération, La Meuse crée des éditions régionales à Namur, Verviers, Huy, Charleroi et Luxembourg.    
En 1946, le quotidien bruxellois La Lanterne est racheté et devient l'édition bruxelloise du journal.    
En décembre 1948 le journal passe avec "La Lanterne" sous le contrôle du financier Paul de Launoit qui les cédera en 1966 au groupe Rossel.
En 1962, le journal La Meuse inaugure au no 6 du boulevard de la Sauvenière un nouvel immeuble de sept niveaux d'après les plans du Groupe l'Équerre, concepteur quelques années auparavant du palais des congrès de Liège. Ce bâtiment regroupe les différents stades de la conception du journal depuis la rédaction jusqu'à l'impression par rotatives et l'accès au public. Un accès aux locaux techniques est aussi possible par le rue Basse-Sauvenière. Par la suite, sous la houlette du rédacteur en chef Paul Gabriel, le journal et ses différentes éditions se développeront considérablement et à continueront à s'ancrer dans les régions couvertes. La Gazette des sports naît en 1994. Elle devient le second cahier de La Meuse et des autres journaux régionaux du groupe Rossel. C'est le début des synergies rédactionnelles entre ces quotidiens, qui aboutissent à la création de la S.A. Sud Presse, le 16 décembre 1998. Dans les faits, c'est au printemps 2000 que La Meuse et ses partenaires fusionnent réellement pour former un groupe qui deviendra, d'emblée, le numéro 1 de la presse quotidienne francophone belge.
Le bâtiment du boulevard de la Sauvenière est abandonné en 2001 et démoli en 2012, laissant place à un parking à ciel ouvert avant une reconstruction future qui se fait toujours attendre. Sudinfo regroupe ainsi ses différentes éditions et leur élaboration en région namuroise. Sudinfo/La Meuse conserve toutefois quelques bureaux au no 38 de ce même boulevard de la Sauvenière.
Autre changement en date : en juin 2008, le Quotidien de Namur, nom donné en 2002 à l'édition namuroise, revient à la case départ et redevient La Meuse Namur.